# Rattus losea
Rattus losea är en däggdjursart som först beskrevs av Swinhoe 1871.  Rattus losea ingår i släktet råttor, och familjen råttdjur. IUCN kategoriserar arten globalt som livskraftig. Inga underarter finns listade i Catalogue of Life.
Denna råtta förekommer med flera från varandra skilda populationer i östra och sydöstra Asien. Utbredningsområdet sträcker sig från centrala Kina till Malackahalvön. Arten lever även på Taiwan och Hainan. I bergstrakter når den 1000 meter över havet. Habitatet utgörs av gräsmarker och mangrove. Rattus losea är vanligt förekommande på jordbruksmark.
Individerna når en kroppslängd (huvud och bål) av 12 till 18 cm, en svanslängd av 7,5 till 17 cm och en vikt av 22 till 92 gram. I norra delar av utbredningsområdet ungefär fram till norra Vietnam har Rattus losea en gråbrun päls på ryggen och en krämvit päls på buken. Fötterna är vita. Den södra populationen är mera brokig på ryggen med rödbruna ställen och mörkgrå på buken. Dessutom är fötterna av den södra populationen mörkare.
I regioner med risodling är fortplantningen kopplad till risplantornas utveckling. Årets sista kull föds allmänt några veckor efter skörden och per kull föds i genomsnitt 7,5 ungar.
Rattus losea betraktas av risbönder som betydande skadedjur. I samma region förekommer även svartråttan (Rattus rattus) och Rattus argentiventer som likaså kan vara ansvarig för förstöringen.